# 梁翰 (乾隆進士)
梁喬升（?—?），字遇屏，廣東順德府杏坛镇麦村人，清朝政治人物、進士出身。
乾隆十三年，登進士，授羅源縣知縣、龍川縣教諭，后升任邵武府同知。